# الحملة العسكرية العراقية عام 1961
الحملة العسكرية العراقية عام 1961 وهي حملة عسكرية عراقية على معاقل الملا مصطفى البارزاني في شمال العراق أمرت بشنها آنذاك القيادة العسكرية العراقية آنذاك بقيادة عبد الكريم قاسم، خصوصا بعد تأزم العلاقة بينه وبين الزعيم الكردي والتي وصلت أوجها بعد معركة زاويتة ومهاجمه أفراد الشرطة العراقية هناك أو ما يعرف ب معركة زاويتة (1961)  وبداية ثورة أيلول والحرب الكردية الأولى أو حرب كردستان العراق 1961 - 1970، ولقد أدت الحملة إلى خسائر في صفوف قوات البيشمركة وانسحابها إلى الجبال وإلى خسائر أقل في صفوف القوات العراقية.